# Mémorial Frank Vandenbroucke 2011
La Binche-Tournai-Binche 2011, nota anche come Mémorial Frank Vandenbroucke,  quindicesima edizione della corsa, valida come evento dell'UCI Europe Tour 2011 categoria 1.1, si svolse il 4 ottobre 2011 per un percorso di 202,1 km. Fu vinta dal tedesco Rüdiger Selig, al traguardo in 4h21'35".
Furono 92 in totale i ciclisti che portarono a termine il percorso.

## Ordine d'arrivo (Top 10)
| Pos. | Corridore           | Squadra        | Tempo    |
| ---- | ------------------- | -------------- | -------- |
| 1    | Rüdiger Selig       | Leopard-Trek   | 4h21'35" |
| 2    | Baden Cooke         | Saxo Bank      | s.t.     |
| 3    | Adrien Petit        | Cofidis        | s.t.     |
| 4    | Davide Viganò       | Leopard-Trek   | s.t.     |
| 5    | Roger Kluge         | Skil-Shimano   | s.t.     |
| 6    | Ben Hermans         | RadioShack     | s.t.     |
| 7    | Greg Van Avermaet   | BMC            | s.t.     |
| 8    | Aleksejs Saramotins | Cofidis        | s.t.     |
| 9    | Thomas Vernaeckt    | Veranda's Wil. | s.t.     |
| 10   | Jimmy Engoulvent    | Saur-Sojasun   | s.t.     |